# Theophil Woschek
Theophil Woschek (* 11. April 1888 in Kadlub; † 3. Januar 1952 in Bonn) war ein deutscher Anwalt, Politiker und von 1930 bis 1933 Landeshauptmann der preußischen Provinz Oberschlesien. Er legte sein Amt als Landeshauptmann nach der Machtergreifung Hitlers auf Druck der NSDAP nieder.

## Leben
Theophil Woschek wurde im Bezirk Strehlitz in Kadlub, in der Nähe von St. Annaberg als Sohn von Lorenz Woschek und Johanna geb. Adamietz geboren. Nach einem Hochwasser im Odergebiet zog die Familie nach Januschkowitz, wo Woschek seine Kindheit verbrachte. Er besuchte dort die örtliche Volksschule. Als weiterführende Schule besuchte er erst das Gymnasium im nahe gelegenen Kosel und dann in Königshütte.
Sein Fleiß wurde von den Lehrern sehr geschätzt, weshalb er ein Stipendium der Jubiläumsstiftung bekam. Außerdem verlieh ihm Georg Kardinal von Kopp aus Breslau ein Stipendium in Höhe von 60 Mark monatlich.
Sein Abitur schloss er im Frühjahr 1908 ab und begann Rechts- und Politikwissenschaften erst an der Universität Breslau und dann in Freiburg im Breisgau zu studieren. Während seines Studiums trat er unter anderem 1908 der Katholischen Deutschen Studentenverbindung Salia Breslau im CV bei. Im November 1911 legte er das Erste Juristische Staatsexamen ab. Anschließend absolvierte er Praktika in Oberglogau, Glatz, Wiesbaden, Langenschwalben in Hessen, Kattowitz und Breslau. Im Mai 1916 bestand er die Schöffenprüfung in Berlin mit Auszeichnung und trat zunächst als Geschworener am Gericht in Beuthen und dann als Kommissar im Landesamt Breslau auf.
Im Herbst 1918 heiratete Woschek Elfriede, geb. Czaja, und arbeitete in Gleiwitz, wo er eine Anwaltskanzlei und später ein Notariat eröffnete. Von Anfang an erwies er sich als talentierter Anwalt. Nach der Volksabstimmung wurde Gleiwitz zum Zentrum des deutschen Teils des Industriegebiets Oberschlesien. Viele Unternehmen hatten hier ihren Sitz, was die Entwicklung der Anwaltskanzlei Woschkek maßgeblich geprägt hat. Er war ständiger Rechtsberater der Fabriken des Grafen Schaffgotsch und der Vermögensverwaltung des Grafen Ballestrem, eines der größten Industriemagnaten Oberschlesiens.

## Politik
Er stand politisch der Zentrumspartei nah. 1919 wurde er Mitglied des Stadtrats, 1921 Stadtratsvorsitzender. Nach der Volksabstimmung flohen viele Deutsche aus dem Polen zugeteilten oberschlesischen Teil in den deutschen Teil. Erstens mussten diese Menschen umgesiedelt werden, zweitens es gab viele andere Probleme im Zusammenhang mit dem plötzlichen Wachstum der städtischen Bevölkerung, die angegangen werden mussten. Woschek wurde bald zum Präsidenten der Royal Privilege Riflemen’s Guild gewählt. Er war Ehrenmitglied des Gleiwitzer Sportvereins „Alter Turnverein“, der 1930 mehr als 450 Mitglieder hatte. Er wurde auch Mitglied des Gemeinderates in der Allerheiligenkirche. In Gleiwitz war er eine bekannte, beliebte und respektierte Persönlichkeit. Die Menschen schätzten den Rat einer ihrer Meinung nach christlich geprägten, charismatischen Person. Zur Wertschätzung wurde ihm die Rolle des Ehrenbürgers von Gleiwitz verliehen.
Nach dem Tod von Landeshauptmann Hans Pionteck schlug Carl Ulitzka, ein einflussreicher Politiker, Woschek vor, für das Amt zu kandidieren. Er war, laut Ulitzka, ein charismatischer, ruhiger und guter Lösungsfinder. Seine Kandidatur kam nicht nur gut bei der Regierung des Freistaat Preußens an, sondern bei der Mehrheit der oberschlesischen Wähler.
Viele Aufgaben fielen dem Landeshauptmann zu: Pflege der sanitären Anlagen, Armenpflege, Straßenzustand, Wasserversorgung und Gebäude sowie Kultur und Wissenschaft. Dies alles geschah zu einer Zeit, in der die wirtschaftliche und soziale Situation in der Region sehr schlecht war. Wie im Rest des Landes hatte die Armut zugenommen. Nach Angaben vom September 1931 gab es in Oberschlesien über 80.000 Arbeitslose. Ein Jahr später überstieg die Zahl 105.000.

## Opposition zum Nationalsozialismus
Nachdem Hitler und die NSDAP im Januar 1933 die Macht ergriffen hatten, legte Woschek seine politischen Ämter auf Druck des NSDAP-Gauleiters Helmuth Brückner am 30. September 1933 nieder. Danach ging er wieder nach Gleiwitz zurück und eröffnete dort eine Anwaltskanzlei.
Sein Missfallen gegenüber dem Nationalsozialismus versteckte Woschek nicht; er trat der NSDAP nicht bei, seinen Sohn ließ er nicht der Hitlerjugend beitreten und half auch verfolgten Juden. Woschek trat selbst als Anwalt nicht der NSDAP-nahen Rechtsanwaltsgewerkschaft bei. Seine Frau trat ebenso keiner nationalsozialistischen Partei oder Organisation bei.

## Leben nach 1945
Nach dem verlorenen Krieg zog Woschek nach Regensburg und arbeitete dort als angestellter Rechtsanwalt, später eröffnete er wieder eine eigene Kanzlei, welche er bis 1949 leitete. Er trat währenddessen der CSU bei. Später wurde er Ministerialrat im Ministerium für Vertriebene, Flüchtlinge und Kriegsgeschändigte in Bonn.
Theophil Woschek starb mit 63 am 3. Januar 1952 an einer Blutung zum Gehirn.